# Spirito e sangue
Spirito e Sangue di Armando Mazza è una raccolta di 34 liriche, pubblicate postume da manoscritto originale composto tra gli anni Cinquanta e i primi anni Sessanta del '900.

## La vicenda editoriale
Nella raccolta, non tutto è inedito, ma nuova e originale è l'organizzazione delle parti e il disegno complessivo dell'opera nella stesura "manoscritta" realizzata da Armando Mazza per la stampa. Alcune liriche tolte da precedenti pubblicazioni parolibere – apparse in riviste futuriste specializzate o in volume – sono normalizzate dal punto di vista formale, altre provengono integralmente o parzialmente da vecchi e recenti volumetti di limitata diffusione o sono riprese dalle pagine di periodici letterari destinati a un pubblico selezionato.

## L'opera
Il cambio di registro formale, a distanza d'anni dalla sperimentazione futurista di Firmamento , conforme all'analogo processo seguito da altri poeti futuristi, avviene a ripresa e completamento dei poemetti "intimistici" degli anni Cinquanta: Lelia la sposa perduta, Mamma, Il Padre .
L'opera – organizzata in quattro sezioni: Primavere spente, Fulgidezze, Uomini, Anèliti dell’Esule – riassume, stabilizzandole, tutte le qualità che costituiscono la poetica di Armando Mazza, dissimile da ogni altra poetica intesa al frammento, a introspezioni arcane, a modulazioni sincopate.
Alterna canti di primavere spente, configurate da creature femminili a cui il destino non ha sorriso (la poetessa Angelina Cutino, Ofelia), con fulgidezza del cielo, del mare, della terra e con turbatività psichiche; prosegue con profili di esseri caratterizzati dalla bontà, o dall'arte (Amilcare Cipriani, Onorio Ruotolo, Lorenzo Viani), o da aspirazioni a vette supreme, a mete lontane nelle quali annegare disincanti, nostalgie, malesseri mortali.
«Liriche fra favellate e balenanti» – nella definizione di Paolo Buzzi  premessa al volume – sono caratterizzate da vocabolario scelto e talora inusitato, finezze di matrice letteraria, brillio di immagini.